# Байшуак
Байшуак (каз. Байшуақ, до июня 2023 г. — Елизаветинка) — село в районе Беимбета Майлина Костанайской области Казахстана. Входит в состав сельского округа Байшуак. Находится примерно в 22 км к востоку от районного центра, села Айет. Код КАТО — 396455300.

## Население
В 1903 году, в год начала заселения, численность населения села составила 419 человек. В 1904 году при переписи в Елизаветинке было учтено 74 двора с населением 664 человека (307 человек мужского пола и 357 женского).
В 1999 году население села составляло 1154 человека (512 мужчин и 642 женщины). По данным переписи 2009 года, в селе проживало 909 человек (426 мужчин и 483 женщины).
Численность населения села на 1 января 2016 года составила 1035 человек, а на 1 января 2017 года 1073 человека. На 1 января 2018 года в селе проживало 1027 человек.
На 1 января 2023 года численность населения села Елизаветинка составляла 1038 человек (310 дворов).

## Территория
Общая площадь территории села Елизаветинка составляет 4375 га, из них территория населенного пункта — 4374 га, земли сельхозназначения — 21863 га.